# Schlaiten
Schlaiten  är en ort och kommun i distriktet Lienz i förbundslandet Tyrolen i Österrike.